# Memegwesi
Memegwesi (Mannegishi) Memegwesi su mali vodeni duhovi koji žive na obali rijeke. Općenito su dobroćudna stvorenja, ali ponekad moigu učinit da zaluta kanu ili ukradu stvari kada im se ne pokaže odgovarajuće poštovanje. U nekim Ojibwe tradicijama, Memegwesi mogu vidjeti samo djeca i medicinemani (vračevi); u drugima se mogu pojaviti bilo kome i mogu pomoći ljudima koji im daju duhan i druge darove. Najčešće se Memegwesi opisuju kao dječje veličine i dlakavi s velikom glavom i čudnim glasom koji zvuči poput cviljenja vilin konjica. Cree i Innu ih opisuju kao uska lica, a neki menominejski pripovjedači rekli su da nemaju nos. Ponekad se kaže da su Memegwesi izvorno stvoreni od kore drveća. Kaže se da Memegwesi urezuju simbole na stijenama i ponekad klešu male kanue za sebe od kamena. Neki ljudi vjeruju da njihovo ime dolazi od Ojibwe riječi za "dlakavi", memii, budući da se Memegwesi obično opisuju kao osobe s dlakavim licima i tijelima. Drugi ljudi vjeruju da je njihovo ime povezano s riječi za leptira, memengwaa.
Ostali nazivi: Memengwesi, Memegweshi, MemegwesÄ›, Memekwesiw, Memegawansi, Omemengweshii, Maymaygwayshi, Memekwesi, Memekwesiw, Memekwisiw, Memegwecio, Memegwicio, Mannegeshi, Mannegishi, Memekueshu, Mimakwisi, Mamagwasi, Mamakwasew, Memegawensi, Maymaygwayshi, Memengweshii, Mee'megwee'ssi, Memogouissiouis, Mimikwisi, Mimikwisiw, MÃ®mÃ®kwÃ®si, Memegwe'ju, Mee'megwee'ssio, Memegwe'djo, Memekwe'zu, Memegwedjo. Memegwesiwag je oblik množine njihovog imena, također se piše Memegwesiwak, Memengweswag, Mamagwasewug, Memekwesiwak, Maymaygwaysiwuk, Mimakwisiwuk, Mimikwisiwak, Meymeykweysiwak, May-may-quay-she-wuk, May-may-quay -so-wuk, ili Ma-ma-kwa-se-sak. Ponekad poznati i kao Apa'iins, Pai'iins ili Pa'iins, što doslovno znači "mali ljudi".